# Franklin April
Pour les articles homonymes, voir April.
Franklin April est un footballeur namibien né le 18 avril 1984 à Windhoek et mort le 18 octobre 2015. Il jouait au poste de défenseur.
Il a participé à la Coupe d'Afrique des nations 2008 avec l'équipe de Namibie.
En octobre 2015, il succombe d'une crise d'asthme.

## Carrière
- 2003-2015 : Civics FC ( Namibie)